# Gianluca Cantalamessa
Gianluca Cantalamessa (Napoli, 2 febbraio 1968) è un politico italiano.
Senatore della Repubblica dal 13 ottobre 2022 per la Lega per Salvini Premier, è stato deputato alla Camera nella XVIII legislatura della Repubblica Italiana sempre per la Lega.

## Biografia
Nato il 2 febbraio 1968 a Napoli, figlio dell'europarlamentare missino Antonio Nicola Cantalamessa, è sposato e ha due figli; svolge la professione di agente assicurativo.

### Attività politica
Comincia la sua attività politica seguendo le orme del padre nel Movimento Sociale Italiano-Destra Nazionale, per poi passare ad Alleanza Nazionale con la svolta di Fiuggi e successivamente nel Popolo delle Libertà.
Nel 2014 aderisce al movimento Noi con Salvini, ricoprendo l'incarico di commissario regionale in Campania dal 2016 al 2017, che con la nascita della Lega per Salvini Premier diventa commissario regionale in Campania e svolgendo il ruolo fino al 5 luglio 2019, quando viene sostituito da Nicola Molteni.
Alle elezioni amministrative del 2016 si candida al consiglio comunale di Napoli, nella lista "Prima Napoli" a sostegno del candidato sindaco del centro-destra Gianni Lettieri, ottenendo 1.388 preferenze ma risultando non eletto.

#### Elezione a deputato e senatore
Alle elezioni politiche del 2018 viene candidato alla Camera dei deputati, tra le liste della Lega per Salvini Premier nel collegio plurinominale Campania 2 - 03, venendo eletto deputato. Nella XVIII legislatura della Repubblica è stato componente e capogruppo della Lega nelle commissioni parlamentari Giustizia e Antimafia, oltreché membro della 6ª Commissione Finanze.
Alle elezioni politiche anticipate del 2022 viene candidato al Senato della Repubblica, tra le liste della Lega per Salvini Premier come capolista nel collegio plurinominale Campania - 02, risultando eletto senatore. Nella XIX legislatura è componente della 9ª Commissione Industria, commercio, turismo, agricoltura e produzione agroalimentare, della delegazione italiana all'Assemblea parlamentare della Organizzazione per la sicurezza e la cooperazione in Europa e della Commissione parlamentare antimafia.